# Campeones Cup
Кубок Кампеонес (англ. Campeones Cup) — ежегодное международное футбольное соревнование, которое проводится с 2018 года, среди клубов MLS и Лиги MX.

## История
Это ежегодное состязание было анонсировано 13 марта 2018 года в рамках партнерства между лигами. Партнерство было отчасти обусловлено совместной заявкой Северной Америки на проведение чемпионата мира по футболу 2026 года и желанием повысить интерес к футболу в регионе. Первый розыгрыш состоялся 19 сентября 2018 года.

## Формат
В турнире участвует действующий обладатель кубка MLS и действующий чемпион чемпионов. Матч длится 90 минут и состоит из двух периодов по 45 минут с 15-минутным перерывом между ними. Если по окончании основного времени счет ничейный, игра сразу переходит к серии пенальти.

## Результаты
| Год  | Клуб MLS                        | Результат                       | Клуб Лиги MX                    |
| ---- | ------------------------------- | ------------------------------- | ------------------------------- |
| 2018 | Торонто                         | 1:3                             | УАНЛ Тигрес                     |
| 2019 | Атланта Юнайтед                 | 3:2                             | Америка                         |
| 2020 | Отменён из-за пандемии COVID-19 | Отменён из-за пандемии COVID-19 | Отменён из-за пандемии COVID-19 |
| 2021 | Коламбус Крю                    | 2:0                             | Крус Асуль                      |
| 2022 | Нью-Йорк Сити                   | 2:0                             | Атлас                           |
| 2023 | Лос-Анджелес                    | 0:0 (2:4, пен)                  | УАНЛ Тигрес                     |
| 2024 | Коламбус Крю                    | 1:1 (4:5, пен)                  | Америка                         |
| 2025 | Лос-Анджелес Гэлакси            | TBA                             | TBA                             |

## Статистика

Кубок Кампеонес

### Победы по клубам
| Клуб            | П | КП | Год победы | Год поражения |
| --------------- | - | -- | ---------- | ------------- |
| Америка         | 1 | 1  | 2024       | 2019          |
| Атланта Юнайтед | 1 | 0  | 2019       | —             |
| Атлас           | 0 | 1  | —          | 2022          |
| Коламбус Крю    | 1 | 1  | 2021       | 2024          |
| Крус Асуль      | 0 | 1  | —          | 2021          |
| Лос-Анджелес    | 0 | 1  | —          | 2023          |
| Нью-Йорк Сити   | 1 | 0  | 2022       | —             |
| Торонто         | 0 | 1  | —          | 2018          |
| УАНЛ Тигрес     | 2 | 0  | 2018, 2023 | —             |

### Победы по странам
| Страна  | П | Ф | КП                                                     | КФ                                   |
| ------- | - | - | ------------------------------------------------------ | ------------------------------------ |
| Канада  | 0 | 1 | —                                                      | Торонто (1)                          |
| Мексика | 3 | 3 | Америка (1) УАНЛ Тигрес (2)                            | Америка (1) Атлас (1) Крус Асуль (1) |
| США     | 3 | 2 | Атланта Юнайтед (1) Коламбус Крю (1) Нью-Йорк Сити (1) | Коламбус Крю (1) Лос-Анджелес (1)    |